# 木村正雄
木村 正雄（きむら まさお、本名・木村要、1929年（昭和4年）6月24日 - ）は京都府出身の大蔵流狂言方能楽師。京都能楽会会員。

## 経歴
狂言方能楽師木村政一の長男として生まれ、父と11世 茂山千五郎に師事して、3歳で初舞台を踏む。新作狂言も数多く発表しており、古典狂言の復活も行うなど、狂言の普及・啓蒙活動を活発に行なっている。京都大学狂言会、同志社大学狂言会、京都学生狂言研究会を立ち上げ、指導を行っていた。

## 舞台
- 1932年: 『以呂波』シテ（初舞台）[1]
- 1969年12月: 『花子』（七笑会）[1]
- 1972年12月: 『三番三』（双の会）[1]
- 1974年11月: 『釣狐』（双の会）[1]
- 1994年11月: 『枕物狂』（翔の会）[1]

## 主な新作狂言
- 鬼の目にも涙[3]
- 筵八幡[3]
- 天河詣で[3]
- 琵琶の湖[2]
- 琵琶の湖その後[2]
- 葭刈り男[2]

## 復活狂言
- 山賊聟（やまだちむこ） - 大蔵流番外狂言の復活[2]。

## 受賞歴
- 自作の『筵八幡』を自演し、大阪文化祭奨励賞を受賞（1981年）[1]

## 著書
- 『新作絵入狂言記』カナメ企画 1992年
- 『続・新作絵入狂言記』カナメ企画 2004年
- 『狂言のデザイン図典』東方出版 2005年 ISBN 978-4885919527

## 関連サイト
- 京都学生狂言研究会(KGKK）
- 徒然京大狂言会・同大狂言会 - ウェイバックマシン（2010年2月28日アーカイブ分）